# Rébellion de Shōchō
La rébellion de Shōchō (正長の土一揆, Shōchō no Do Ikki ou Shōchō no Tsuchi Ikki) est l'une des nombreuses rébellions armées de l'époque de Muromachi et la première lancée par les paysans. Elle se produit entre août et septembre de l'année 1428, ce qui, dans l'ancien calendrier japonais, correspond à la 1re année de l'ère Shōchō, et est aussi connue sous le nom Shōchō no Tokusei Ikki, la « révolte Shōchō de l’annulation des dettes ».

## Histoire
Avec l'augmentation des craintes à la suite de la mort d'Ashikaga Yoshimochi, des mauvaises récoltes dues aux mauvaises conditions météorologiques depuis l'année précédente et d'une épidémie de maladie de trois jours (probablement le choléra), les bashaku d'Otsu et Sakamoto dans la province d'Omi demandent un moratoire de la dette.
Cette révolte se propage et s'étend à l'ensemble du Kínai tandis que les paysans de la région qui ont du mal à rembourser leurs dettes engagent un « allégement indépendant de la dette » en attaquant et pillant des marchands de saké, des agents de change des entrepôts et des temples. Le motif de ce qui se présente comme un « allégement indépendant de la dette » est censé être le daigawari no tokusei, ou l'allègement de la dette au moment où le pouvoir passe d'un shogun à l'autre.
Le shogunat est débordé par la situation et commence à la réprimer sous les ordres du kanrei Mitsuie Hatakeyama. Akamatsu Mitsusuke, chef du samouraï dokoro, envoie également des troupes. Toutefois, la force de l'insurrection ne diminue pas mais s'étend même à Kyoto en septembre et se propage également à Nara.
Dans son journal Daijoin nikki mokuroku, le moine Jinson note l'entrée suivante à propos du soulèvement : « La première année de Shōchō, durant le neuvième mois, un soulèvement des gens du peuple éclate. Ils demandent un allégement de la dette et continuent à détruire les magasins de vins, les prêteurs sur gages et les temples qui participent à l'usure. Ils ont pris tout ce sur quoi ils pouvaient mettre la main et annulé les dettes. Le kanrei Mitsuie Hatakeyama a mis un terme à tout cela. Il n'est rien de plus que cet incident pour provoquer la ruine de notre pays. C'est la première fois depuis la fondation du Japon qu'a jamais eu lieu un soulèvement populaire ».
En fin de compte, le shogunat de Muromachi ne publie pas d'ordre d'annulation de la dette mais parce que les preuves des dettes des agriculteurs ont été détruites lors du pillage, l'« allégement indépendant de la dette » est de fait parvenu au même résultat. Qui plus est, le Kofuku-ji situé dans la province de Yamato annule formellement les dettes et parce qu'il a transformé presque tout le territoire de la province en son schoen propre et exerce le pouvoir à l'instar d'un shugo, ces ordres ont un pouvoir contraignant officiel et sont mis en œuvre. Le Yagyū no Tokusei Hibun, qui est un exemple de ce genre de pouvoir, est gravé sur un monument de pierre.

## Source de la traduction
- (en) Cet article est partiellement ou en totalité issu de l’article de Wikipédia en anglais intitulé « Shocho Uprising » (voir la liste des auteurs).